# Синталапа (муниципалитет)
Синталапа (исп. Cintalapa) — муниципалитет в Мексике, штат Чьяпас, с административным центром в городе Синталапа-де-Фигероа. Численность населения, по данным переписи 2020 года, составила 88 106 человек.

## Общие сведения
Название Cintalapa с языка науатль можно перевести как вода под землёй.
Площадь муниципалитета равна 2440,4 км², что составляет 3,3 % от площади штата, а наиболее высоко расположенное поселение Монте-Синаи-2, находится на высоте 1355 метров.
Он граничит с другими муниципалитетами Чьяпаса: на севере с Мескалапой, на северо-востоке с Окосокоаутла-де-Эспиносой, на востоке с Хикипиласом, на юге с Арриагой, а на западе с другим штатом Мексики — Оахакой.

## Учреждение и состав
Муниципалитет был образован в 1915 году, по данным 2020 года в его состав входит 604 населённых пункта, самые крупные из которых:
| Код INEGI                  | Населённый пункт                                                                                           | Численность населения (2005 год) | Численность населения (2010 год) | Численность населения (2020 год) |
| -------------------------- | --- | -------------------------------- | -------------------------------- | -------------------------------- |
| 027                        | Всего | 73668                            | 78114                            | 88106                            |
| 0001                       | Синталапа-де-Фигероа (исп. Cintalapa de Figueroa) 16°41′55″ с. ш. 93°43′14″ з. д. (административный центр) | 39804                            | 42467                            | 49201                            |
| 0060                       | Ласаро-Карденас (исп. Lázaro Cárdenas) 16°36′15″ с. ш. 93°47′29″ з. д.                                     | 2804                             | 3002                             | 3469                             |
| 0051                       | Франсиско-Мадеро (исп. Francisco I. Madero) 16°48′12″ с. ш. 93°45′24″ з. д.                                | 1657                             | 1444                             | 1867                             |
| 0044                       | Эмилиано-Сапата (исп. Emiliano Zapata) 16°43′30″ с. ш. 93°48′36″ з. д.                                     | 1447                             | 1507                             | 1836                             |
| 0095                       | Помпосо-Кастельянос (исп. Pomposo Castellanos) 16°35′28″ с. ш. 93°52′05″ з. д.                             | 1521                             | 1489                             | 1726                             |
| 0156                       | Вильяморелос (исп. Villamorelos) 16°28′49″ с. ш. 93°55′37″ з. д.                                           | 1728                             | 1677                             | 1706                             |
| 0081                       | Нуэва-Теночтитлан (исп. Nueva Tenochtitlán (Rizo de Oro)) 16°28′35″ с. ш. 94°04′50″ з. д.                  | 1436                             | 1640                             | 1603                             |
| 0071                       | Мерида (исп. Mérida) 16°34′03″ с. ш. 93°49′02″ з. д.                                                       | 1255                             | 1412                             | 1541                             |
| 1124                       | Сересо-14 (тюрьма) (исп. Cereso 14 (El Amate)) 16°35′40″ с. ш. 93°48′16″ з. д.                             | 2369                             | 2243                             | 1282                             |
| —                          | Прочие | 19647                            | 21233                            | 23875                            |
| Названия на карте Генштаба | |                                  |                                  |                                  |

## Экономическая деятельность
По статистическим данным 2000 года, работоспособное население занято по секторам экономики в следующих пропорциях:
- сельское хозяйство, скотоводство и рыбная ловля — 45,4 %;
- промышленность и строительство — 16,6 %;
- торговля, сферы услуг и туризма — 36,1 %;
- безработные — 1,9 %.

### Сельское хозяйство
Выращиваемые культуры: кукуруза, арахис, бобы, сорго, кофе и фрукты.

### Животноводство
В муниципалитете разводится крупный рогатый скот, свиньи, лошади и домашняя птица.

### Промышленность
Существует предприятие косметической промышленности, специализирующееся на изготовлении мыла, мазей и порошков с целебными свойствами.

### Торговля
В муниципалитете есть множество магазинов и торговых центров, реализующих разнообразные товары.

## Инфраструктура
По статистическим данным 2020 года, инфраструктура развита следующим образом:
- электрификация: 98,2 %;
- водоснабжение: 45,2 %;
- водоотведение: 95,5 %.

## Туризм
Места, привлекающие туристов:
- руины бывших асьенд и церквей;
- археологические зоны Тлакуасин и Бордос, с постройками доиспанской эпохи.

## Фотографии

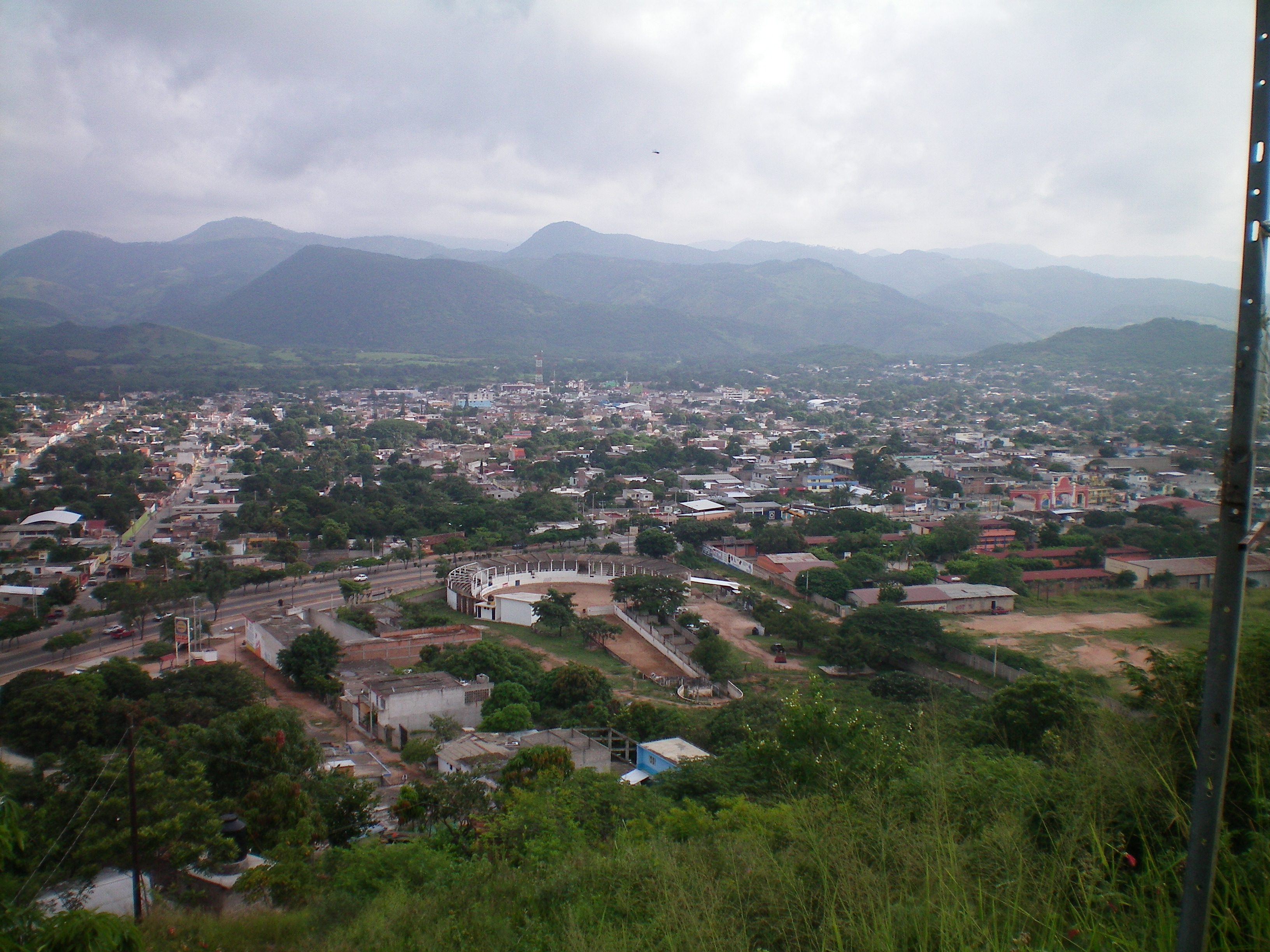
Вид на административный центр
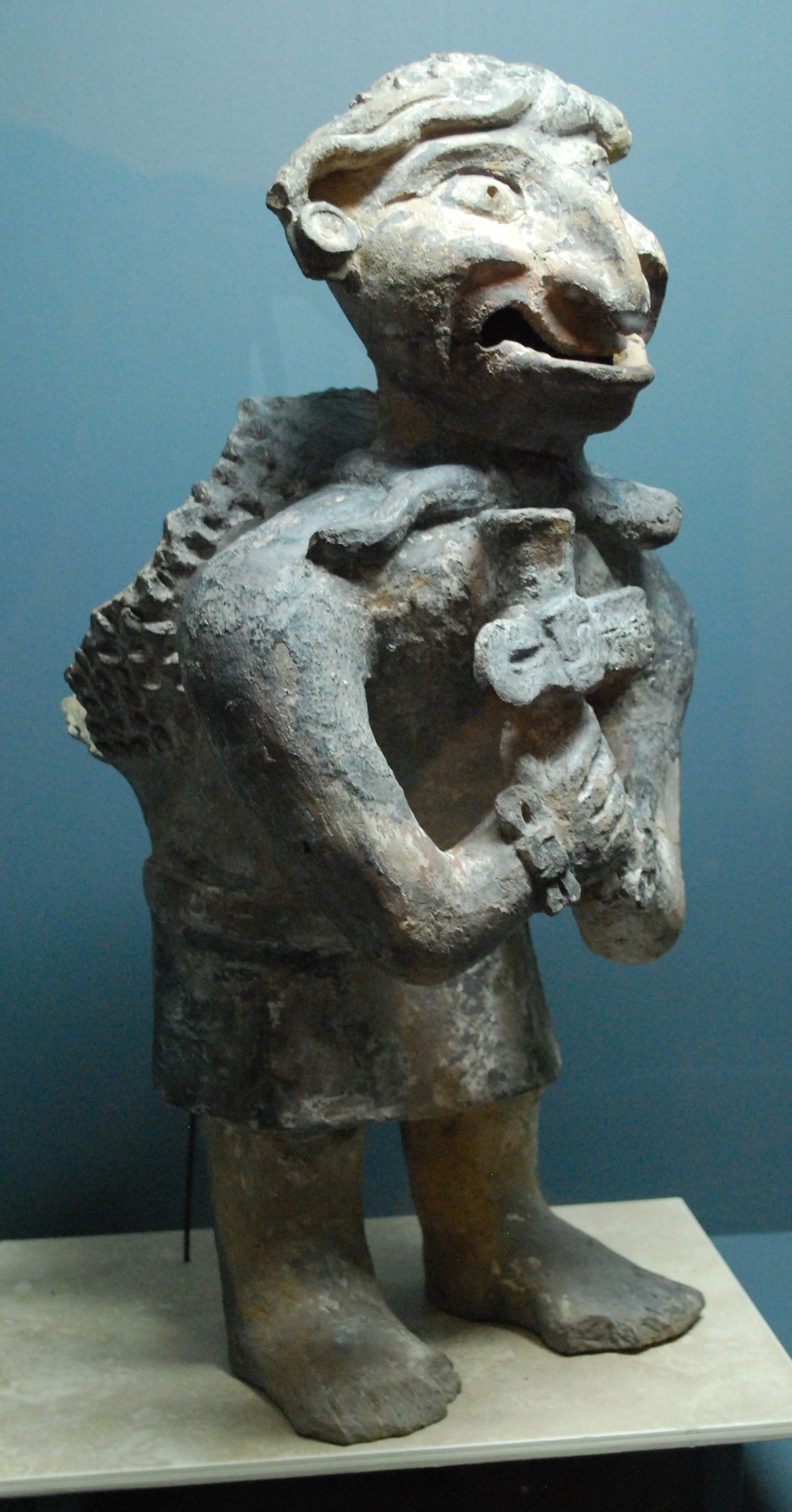
Скульптура богини Соке, найденная в Бордосе
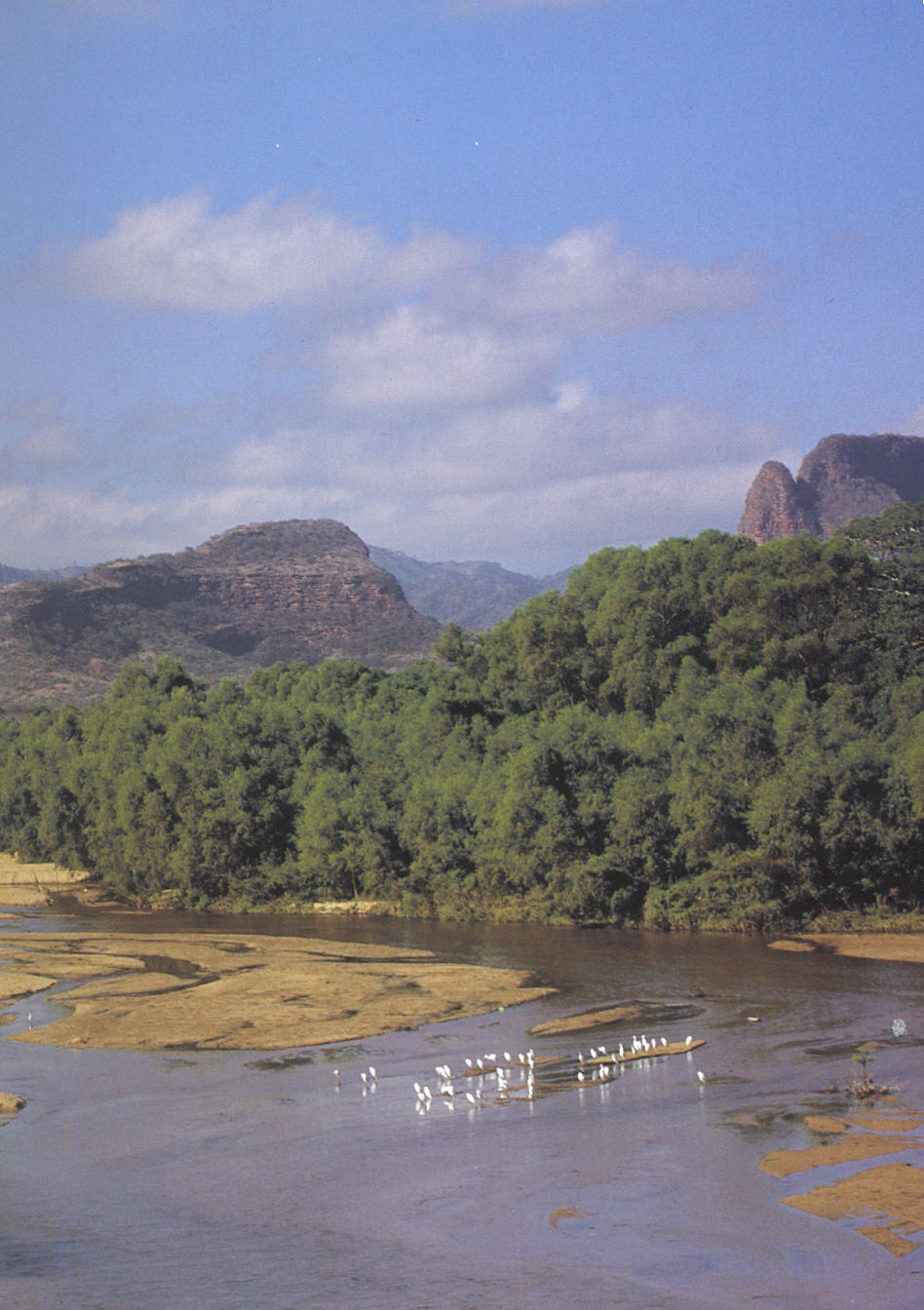
Озеро Толан